# Аліпі Костадінов
Аліпі Костадінов (Alipi Kostadinov, 16 квітня 1955) — чехословацький велогонщик і спортсмен.
Бронзовий призер Олімпійських Ігор 1980 року в роздільній командній гонці.
Бронзовий призер Чемпіонату світу з велоперегонів на шосе 1981 року в роздільній командній гонці.